# Les Ripoux anonymes
Pour plus de détails, voir Fiche technique et Distribution.
Les Ripoux anonymes est un téléfilm français policier coréalisée par Claude Zidi et son fils, Julien Zidi, diffusée le 17 février 2011 sur TF1. Sous-titré Une paire d'as, il s'agit en fait du pilote d'une série qui n'a pas été poursuivie.

## Synopsis
Ancien policier corrompu, Antoine s'est repenti et a créé les Ripoux anonymes. Une jeune recrue, Franck, devient son équipier. Joueur de poker invétéré, ce dernier cède à la tentation en détournant le butin de petits malfrats. Dans le cadre d'une enquête, Franck s'infiltre dans un cercle de jeu géré par Boris, un mafieux russe. Mais celui-ci a découvert son identité et compte bien le piéger...

## Fiche technique
- Scénario et dialogues : Julien Zidi et Claude Zidi
- Durée : 90 minutes
- Pays de production :  France
- Genre : policier
- Année de production : 2010
- Audience : 5,8 millions de téléspectateurs (24,6 % de part d'audience)

## Distribution
- Laurent Gamelon : Antoine Minda
- Cédric Ben Abdallah : Franck Rivière
- Pascal Légitimus : Henri
- Sophie Mounicot : Myriam, la mère de Franck
- Annie Grégorio : Berthier
- Cyril Lecomte : Boris
- Didier Brice : Jean-Marc
- Guillaume Bouchède : Maurice
- Eva Mazauric : Nicole
- Roger Trapp : la personne âgée transportée en ambulance.
- Hélene Seuzaret : Alexandra

## Commentaire
Il s'agit initialement prévu du pilote d'une série télévisée, mais TF1 n'est pas convaincu et arrête la série dès le premier épisode, qui avait pourtant séduit près de 6 millions de téléspectateurs.